# Cour de cassation (Turquie)
Pour les articles homonymes, voir Cour de cassation.
La Cour de cassation de la république de Turquie est l'instance turque chargée d'examiner en dernier ressort les décisions rendues par les tribunaux judiciaires inférieurs.  La loi peut lui accorder le pouvoir de juger en premier et en dernier ressorts pour certains procès.
|                      | Tribunaux judiciaires       | Tribunaux administratifs                   |
| -------------------- | --------------------------- | ------------------------------------------ |
| Tribunaux civils     | Cour de cassation           | Conseil d'État                             |
| Tribunaux militaires | Cour de cassation militaire | Tribunal administratif militaire supérieur |

Les membres de la Cour de cassation sont élus par le Conseil supérieur des juges et des procureurs, parmi les juges et les procureurs de la République de première classe.
L'Assemblée générale de la Cour de cassation élit le président, les premiers vice-présidents et les présidents de section de la Cour pour un mandat de quatre ans renouvelable.